# (1767) Lampland
(1767) Lampland – planetoida z pasa głównego planetoid okrążająca Słońce w ciągu 5 lat i 89 dni w średniej odległości 3,02 au. Została odkryta 7 września 1962 roku w Goethe Link Observatory (Indiana Asteroid Program) w Brooklynie w stanie Indiana. Nazwa planetoidy pochodzi od Carla Lamplanda, amerykańskiego astronoma. Przed jej nadaniem planetoida nosiła oznaczenie tymczasowe (1767) 1962 RJ.